# Allium cappadocicum
Allium cappadocicum — вид трав'янистих рослин родини амарилісові (Amaryllidaceae), ендемік центральної Туреччини.

## Опис
Цибулина яйцеподібна, діаметром 1–2 см; зовнішні оболонки чорні. Стебло 30–40 см. Листки вузьколінійні, 1–2 мм завширшки, жолобчасті, гладкі. Зонтик субкулястий, діаметром 2–3 см, багатоквітковий, густий. Оцвітина вузько циліндрична; сегменти рожеві, пурпуруваті або рідко білі, блискучі, ≈ 3–4 мм, довгасто-еліптичні, тупі. Коробочка кругла, ≈ 2.5 мм.
Період цвітіння: червень і липень.

## Поширення
Ендемік центральної Туреччини.
Населяє ліси Pinus nigra, сухі скелясті місця, дюни, виноградники, узбіччя доріг, 900–1400 м.